# Prix de la culture et distinction de la ville de Bienne
Le Prix de la culture de la Ville de Bienne est remis chaque année à une personne ou à une organisation ayant apporté une contribution remarquable dans le domaine de la création culturelle. Le lauréat ou la lauréate, de même que l’œuvre ainsi récompensé, doivent avoir un lien avec Bienne ou la région. Doté de 10‘000 fr., le Prix de la culture a été octroyé pour la première fois en 1983.
La Ville de Bienne décerne à cette même occasion une ou plusieurs Distinctions pour mérites exceptionnels dans le domaine de la culture à des personnes ou à des organisations qui se sont engagées de manière intensive pour la vie culturelle de la région. Une Distinction n'est pas accompagnée d'un prix en argent.

## Lauréats et lauréates du Prix de la culture[2]
- 1983 Jörg Steiner, Jörg Müller
- 1984 La Théâtrale de Bienne [3]
- 1985 Peter Wyssbrod [4],[5]
- 1986 Hans Koch[6]
- 1987 Jeanne Chevalier
- 1988 Andreas Urweider [7]
- 1989 Clemens Klopfenstein
- 1990 Martin Ziegelmüller [8]
- 1991 Benz Salvisberg
- 1992 Gertrud Schneider [9]
- 1993 Heini Stucki[10]
- 1994 Alvaro Bizzarri
- 1995 Jost Meier
- 1996 Erica Pedretti
- 1997 Christoph Borer
- 1998 Rolf Spinnler
- 1999 Heinz Peter Kohler [11]
- 2000 Théâtre de la Grenouille [12]
- 2001 Alfred Schweizer
- 2002 Hannah Külling
- 2003 Martin Schütz
- 2004 Susanne Daeppen
- 2005 Roland Donzé
- 2006 Urs Peter Schneider
- 2007 René Zäch
- 2009 Ruedy Schwin
- 2010 Lucien Dubuis
- 2011 Gian Pedretti
- 2012 Noëlle Revaz
- 2013 Pavel Schmidt
- 2014 Puts Marie [13]
- 2015 Linus Bill et Adrien Horni
- 2016 Isabelle Freymond [14]
- 2017 Rolf Hermann
- 2018 Lionel Friedli
- 2019 Haus am Gern
- 2020 Psycho‘n’odds
- 2021 strøm
- 2022 Kathrin Leuenberger (Figurentheater Lupine)
- 2023 Regina Dürig

## Distinctions pour mérites culturels exceptionnels[2]
- 1983 Marianne et Heinrich Spinner-Wyss
- 1984 Robert Aeschbacher
- 1985 Vital Epelbaum et Theo Krummenacher
- 1986 OGB/SOB
- 1987 Silvia Steiner
- 1988 Mario Bornhauser
- 1989 Francis Pellaton
- 1990 Jaques Dutoit
- 1991 Ingrid Ehrensperger
- 1992 Heinz F. Schafroth
- 1993 Paul Gerber
- 1994 Forum de l'architecture
- 1995 La Coupole
- 1996 Hans Dahler
- 1997 Res Balzli
- 1998 Théâtre pour les petits
- 1999 Violette Bangerter
- 2000 Andreas Meier
- 2001 Francis Siegfried, Journées Photographiques de Bienne
- 2002 Ernst Rieben
- 2003 Bernard Heiniger
- 2004 Urs Dickerhof
- 2005 Filmpodium Bienne, Guilde biennoise du film
- 2006 Franziska Burgermeister
- 2007 Rudolf Hadorn
- 2009 Margrit Wick-Werder
- 2010 Stiftung Sammlung Robert
- 2011 Chor du théâtre Bienne - Soleure
- 2012 Annelise Zwez
- 2013 Edi Aschwanden
- 2014 Daniel Schneider
- 2015 Pod'Ring
- 2016 Joli mois de mai - Visarte
- 2017 Ear We Are
- 2018 Fondation Expositions Suisses de la sculptures de Bienne - Stiftung Schweizer Plastikausstellung Biel
- 2019 plusQ'île Festival
- 2020 Verein Terrain Gurzelen
- 2021 die brotsuppe et edition clandestin
- 2022 Atomic Café
- 2023 Literaturcafé / Café Littéraire